# 安東 (索菲亞州)
42°45′N 24°17′E / 42.750°N 24.283°E

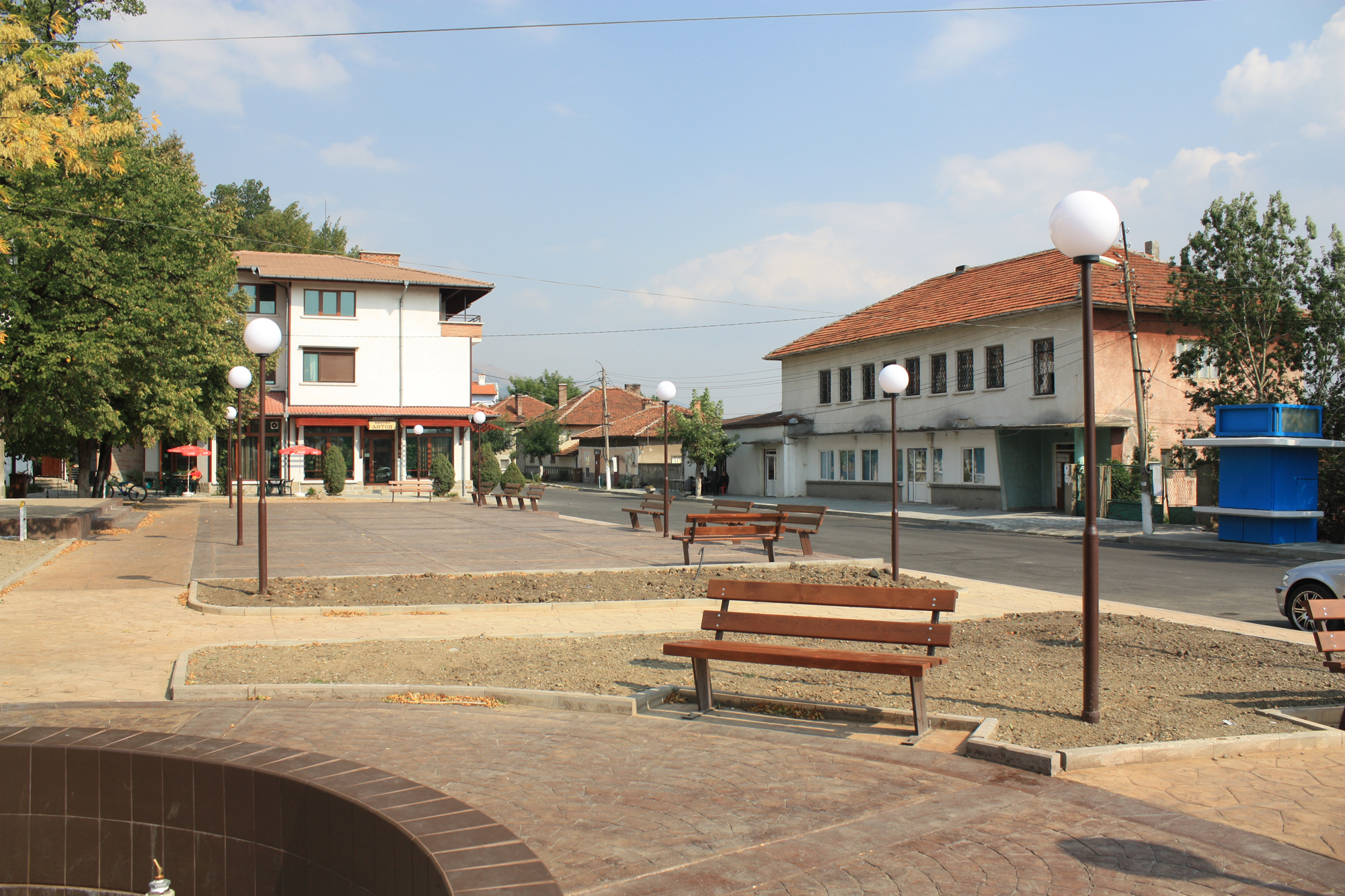
村内中心广场

安东，是保加利亞西部索菲亞州安东市镇的村庄及行政中心，面積76.1平方公里，海拔高度807米，2015年人口1,501，人口密度每平方公里19.7人。